# Erythrina standleyana
Erythrina standleyana är en ärtväxtart som beskrevs av Krukoff. Erythrina standleyana ingår i släktet Erythrina och familjen ärtväxter. Inga underarter finns listade i Catalogue of Life.